# Hydroporus planus
Hydroporus planus es una especie de escarabajo del género Hydroporus, familia Dytiscidae. Fue descrita científicamente por Fabricius en 1782.
Esta especie se encuentra en Europa y Asia del Norte (excepto China).